# Ghelamco
Ghelamco is een Belgisch bouwbedrijf, projectontwikkelaar en vastgoedinvesteerder.

## Geschiedenis
Nadat de Belgische ondernemer Paul Gheysens tuinhuizen, varkensstallen en landbouwhangars had gebouwd, richtte hij in 1985 bouwbedrijf Ghelamco op. Het bedrijf is naast België ook actief in Polen en andere Oost-Europese landen. Na de val van het communisme eind jaren 80 en begin jaren 90 kocht Ghelamco er goedkope gronden om vervolgens diverse bouwprojecten uit te werken. Onder meer in de Poolse hoofdstad Warschau ontwikkelde Ghelamco verschillende kantoorgebouwen waaronder de Warsaw Spire, een kantoorcomplex van het Belgische architectenbureau Jaspers-Eyers dat met 220 meter het op een na hoogste gebouw van Polen is.

## Voetbalstadions

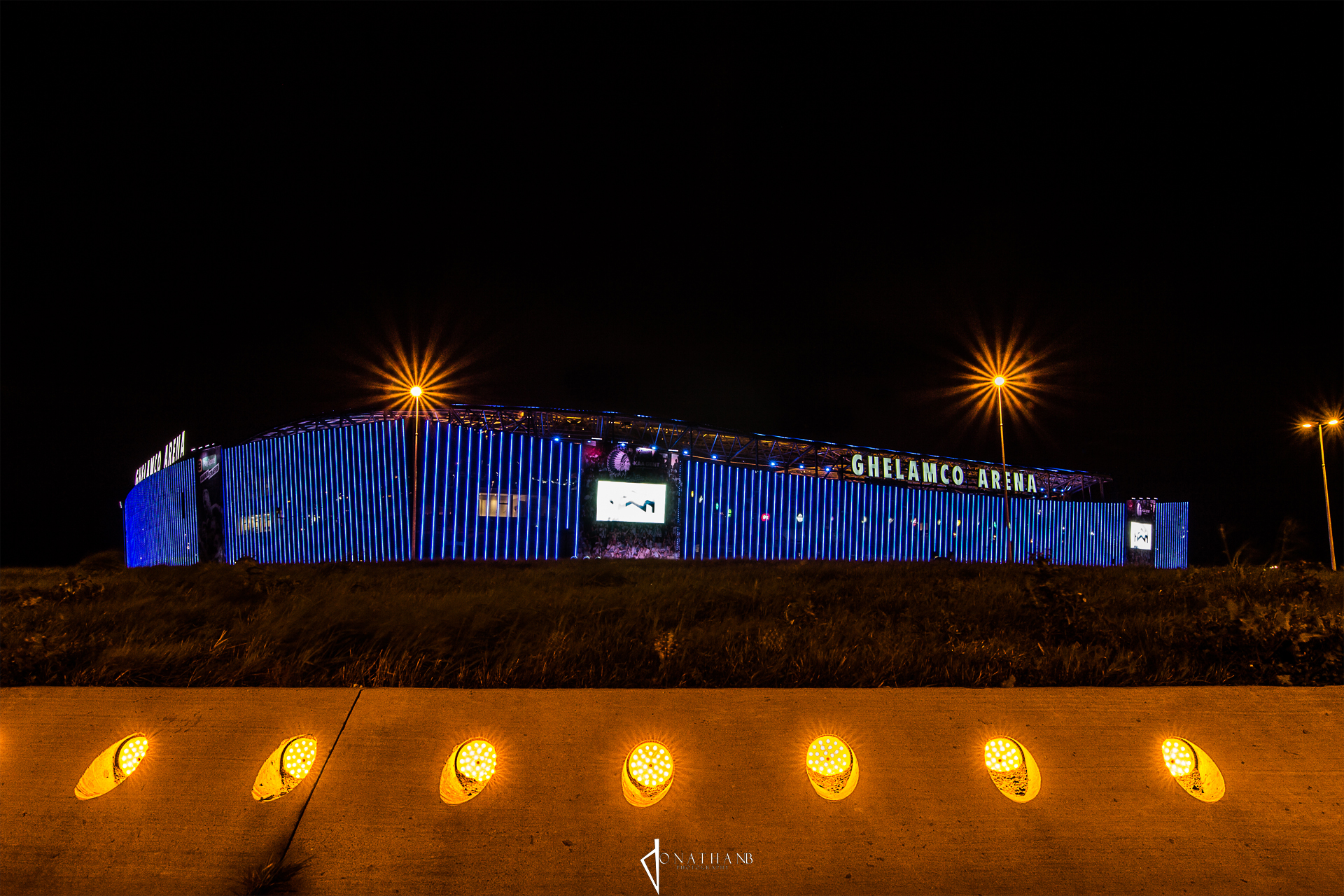
De Ghelamco Arena in Gent

In de voetbalwereld is Ghelamco bekend als ontwikkelaar van de Ghelamco Arena in Gent, het thuisstadion van voetbalclub KAA Gent. Initieel zou het nieuwe stadion Arteveldestadion heten, maar in mei 2013 werd bekendgemaakt dat de nieuwbouw Ghelamco Arena als naam kreeg vanwege de grote investering van projectontwikkelaar Ghelamco in het project. De Ghelamco Arena werd in juli 2013 ingehuldigd.
Begin 2015 werd beslist om de bouw van het nieuwe Eurostadion in Brussel over te laten aan het consortium BAM/Ghelamco. In oktober 2020 kwam een definitief einde aan de bouw van een nieuw nationaal stadion na vertragingen, vergunningsbetwistingen en andere problemen.
In 2020 bouwde Ghelamco een nieuwe tribune in het Bosuilstadion in Antwerpen, het thuisstadion van voetbalclub Royal Antwerp FC, de club waar Gheysens tevens eigenaar van is.